# Иудов, Леонид Петрович
Леонид Петрович Иудов (сценическая фамилия Светлов; 12 августа 1914, Москва — 10 октября 1983, Москва) — советский актёр театра и кино.

## Биография
Родился 12 августа 1914 года в Москве в семье отца, который являлся поваром и матери, которая являлась домашней хозяйкой.
С 1921 года учился в школе-семилетке, но так и не окончив её, перешёл на музыкальный рабфак при Московской консерватории. В 1931 году поступил в ФЗУ Московского авиационного завода № 39 имени М. Р. Менжинского, там Иудов получил специальность слесаря и параллельно обучался при ГИКе на рабфаке с режиссёрском уклоном. Также около года трудился слесарем-монтажником, но интерес к творческому искусству взял верх, и Иудов оставил работу, после которой поступил в студию при Театре имени МОСПС (Театр имени Моссовета). В 1938 году по окончании студии был взят в труппу этого театра.
В 1939 году был призван в ряды РККА, проходил службу в двух стрелковых полках, в 1940 году был отправлен в Москву в состав артистов-военнослужащих ЦТКА и служил в данном составе до демобилизации 1945 года. В 1946 году был принят в труппу Театра Армии, где отыграл три сезона до 1949 года.
В этом же 1949 году Иудов получил приглашение выехать в Германию для работы в Театре Группы советских войск, где по прибытии снимался в немецких фильмах. О документах дальнейшего трудового стажа информации нет.
По предположению киноведа Алексея Тремасова, для того, чтобы не акцентировать внимание на собственной фамилии, Леонид Петрович некоторое время работал под сценическим псевдонимом (фамилией) Светлов.
Ушёл из жизни 10 октября 1983 года в Москве. Похоронен на Ваганьковском кладбище.

## Фильмография
- 1935—1937 — Бежин луг — комсомолец
- 1938 — Александр Невский — Савка
- 1962 — Королевские дети — сержант
- 1963 — Голый среди волков — поляк
- 1964 — Карбид и щавель — помощник коменданта
- 1967 — Путь в «Сатурн» — эпизодическая роль
- 1967 — Конец «Сатурна» — эпизодическая роль
- 1969 — Дорога домой — Кузьма Фёдорович, отец Маши
- 1969 — Король манежа — смазчик
- 1969 — Мистер Твистер — эпизодическая роль
- 1969 — Эхо далёких снегов — Перваков
- 1970 — Поезд в завтрашний день — комиссар
- 1970 — Посланники вечности — Иван Иванович
- 1971 — Антрацит — Алексей, отец Купцова
- 1971 — Егор Булычов и другие — Донат
- 1971 — Конец Любавиных — Сергей Фёдорович Попов
- 1971 — Светлая речка Вздвиженка — дед Келься
- 1972 — Сибирячка — Мельников
- 1973 — Два дня тревоги — Егор Кузьмич Профкин
- 1973 — Своя земля — Никита
- 1974 — Земляки — отец Валентины
- 1974 — Рассказы о Кешке и его друзьях — старик
- 1974 — Три дня в Москве — Никифорович
- 1976 — Легенда о Тиле — слепец
- 1976 — Расписание на завтра — посетитель катка
- 1976 — Ты — мне, я — тебе — бригадир
- 1978 — Живите в радости — старик
- 1979 — День возвращения — эпизодическая роль
- 1979 — Родное дело — неустановленная роль
- 1981 — Надежда и опора — гость
- 1981 — Сашка — военврач
- 1983 — День и час — хозяин избы